# Let's Wake Up Somewhere Else
Let's Wake Up Somewhere Else är Wan Lights debutalbum, utgivet 2003. Från skivan släpptes singeln "Get It Straighter".

## Låtlista
1. "The Strophe #1" - 0:34
2. "Get It Straighter" - 3:30
3. "It Doesn't Have to Be in Your Lifetime" - 2:55
4. "Freedom Fighters" - 1:49
5. "25/75" - 0:57
6. "Awake, Drunk and Average" - 3:49
7. "In the Heart of Sarah Freeman" - 3:34
8. "Theme from 'Night at Roonlake'" - 0:45
9. "To the Ground" - 1:05
10. "The Astronauts" - 4:08
11. "Landmarks and Houses" - 3:26
12. "Canvas Man" - 6:10
13. "All Things Go Round" - 2:34
14. "Kandy Korn" - 0:56
15. "The Soul Sisters" - 3:51

## Mottagande
Skivan snittar på 3,6/5 på Kritiker.se, baserat på tre recensioner. Allmusic.com gav skivan betyget 4/5.

### Fotnoter
1. ↑  ”Let's Wake Up Somewhere Else”. Discogs.com. http://www.discogs.com/Wan-Light-Lets-Wake-Up-Somewhere-Else/release/1467887. Läst 21 december 2011.
2. ↑  ”Let's Wake Up Somewhere Else”. Kritiker.se. https://kritiker.se/skivor/wan-light/lets-wake-up-somewhere-else/. Läst 21 december 2011.
3. ↑  Hoffman, K. Ross. ”Let's Wake Up Somewhere Else”. Allmusic.com. http://www.allmusic.com/album/lets-wake-up-somewhere-else-r925386. Läst 21 december 2011.